# Stavelot
Stavelot (Duits: Stablo, Waals: Ståvleu) is een stad aan de Amblève in de provincie Luik, arrondissement Verviers in België. De stad telt ruim 7.000 inwoners en ligt op een hoogte van 350m boven de zeespiegel.
Zo'n vijf kilometer ten noordoosten van de kleine stad ligt het racecircuit Spa-Francorchamps.

## Geografie
De gemeente, gevormd door de fusie van twee oude gemeentes: Francorchamps en Stavelot ligt in het hart van de Hoge Ardennen in een grote vallei gevormd door de Amblève en de Eau Rouge.

## Kernen

### Deelgemeenten
| # | Naam          | Opp. (km²) | Inwoners (2020) | Inwoners per km² | NIS-code |
| - | ------------- | ---------- | --------------- | ---------------- | -------- |
| 1 | Stavelot      | 56,71      | 5.106           | 90               | 63073A   |
| 2 | Francorchamps | 28,41      | 2.044           | 72               | 63073B   |

### Overige kernen
De gemeente telt verschillende kleine dorpen en gehuchten: Amermont, Baronheid, Beaumont, Challes, Cheneux, Coo, Francheville, Hockai, Houvegnez, La Vaulx-Richard, Lodomez, Masta, Neuville, Parfondruy, Rivage, Somagne, Villers en Wavreumont; twee plaatsen hebben de naam Ster: Ster (Francorchamps) en Ster (Stavelot).

## Demografische evolutie

### Demografische evolutie voor de fusie
- Bron:NIS - Opm:1831 t/m 1970=volkstellingen op 31 december

### Demografische ontwikkeling van de fusiegemeente
Alle historische gegevens hebben betrekking op de huidige gemeente, inclusief deelgemeenten, zoals ontstaan na de fusie van 1 januari 1977.
- Bronnen:NIS, Opm:1831 tot en met 1981=volkstellingen; 1990 en later= inwonertal op 1 januari

| Inwoners van jaar tot jaar op 1 januari 1992 tot heden | Inwoners van jaar tot jaar op 1 januari 1992 tot heden | Inwoners van jaar tot jaar op 1 januari 1992 tot heden |
| jaar                                                   | Aantal                                                 | Evolutie: 1992=index 100                               |
| ------------------------------------------------------ | ------------------------------------------------------ | ------------------------------------------------------ |
| 1992                                                   | 6.293                                                  | 100,0                                                  |
| 1993                                                   | 6.415                                                  | 101,9                                                  |
| 1994                                                   | 6.438                                                  | 102,3                                                  |
| 1995                                                   | 6.498                                                  | 103,3                                                  |
| 1996                                                   | 6.473                                                  | 102,9                                                  |
| 1997                                                   | 6.526                                                  | 103,7                                                  |
| 1998                                                   | 6.492                                                  | 103,2                                                  |
| 1999                                                   | 6.501                                                  | 103,3                                                  |
| 2000                                                   | 6.479                                                  | 103,0                                                  |
| 2001                                                   | 6.511                                                  | 103,5                                                  |
| 2002                                                   | 6.631                                                  | 105,4                                                  |
| 2003                                                   | 6.637                                                  | 105,5                                                  |
| 2004                                                   | 6.648                                                  | 105,6                                                  |
| 2005                                                   | 6.664                                                  | 105,9                                                  |
| 2006                                                   | 6.671                                                  | 106,0                                                  |
| 2007                                                   | 6.669                                                  | 106,0                                                  |
| 2008                                                   | 6.707                                                  | 106,6                                                  |
| 2009                                                   | 6.800                                                  | 108,1                                                  |
| 2010                                                   | 6.758                                                  | 107,4                                                  |
| 2011                                                   | 6.867                                                  | 109,1                                                  |
| 2012                                                   | 6.895                                                  | 109,6                                                  |
| 2013                                                   | 7.051                                                  | 112,0                                                  |
| 2014                                                   | 7.090                                                  | 112,7                                                  |
| 2015                                                   | 7.116                                                  | 113,1                                                  |
| 2016                                                   | 7.174                                                  | 114,0                                                  |
| 2017                                                   | 7.140                                                  | 113,5                                                  |
| 2018                                                   | 7.145                                                  | 113,5                                                  |
| 2019                                                   | 7.169                                                  | 113,9                                                  |
| 2020                                                   | 7.153                                                  | 113,7                                                  |
| 2021                                                   | 7.195                                                  | 114,3                                                  |
| 2022                                                   | 7.202                                                  | 114,4                                                  |
| 2023                                                   | 7.247                                                  | 115,2                                                  |
| 2024                                                   | 7.271                                                  | 115,5                                                  |
| 2025                                                   | 7.279                                                  | 115,5                                                  |

## Geschiedenis
In 648 kreeg Remaclus, abt van het klooster te Solignac in Aquitanië, van koning Sigebert III van Austrasië een stuk bos in de Ardennen, om hem in staat te stellen dit deel van het rijk te kerstenen. Hij stichtte de dubbelabdij van Stavelot-Malmedy. Dit werd het begin van de twee steden en van een kerkelijke staat die meer dan 1000 jaar autonoom is gebleven. De rivaliteit tussen de twee abdijen werd in 980 door keizer Otto III in het voordeel van het beter gelegen Stavelot beslist.
De bloeitijd van Stavelot was de periode van de 10e tot de 12e eeuw. Poppo (abt in 1020) was een hervormer in de traditie van Cluny. Hij kreeg de leiding over 17 andere abdijen, waaronder Echternach en Sankt Gallen. Aan het einde van de 11e eeuw werd de Bijbel van Stavelot vervaardigd, tegenwoordig bewaard in de British Library. Wibald (abt in 1130) was diplomaat in dienst van de keizers en opdrachtgever van talrijke kunstwerken. Hij kreeg ook de leiding over de abdij van Corvey. Zijn brieven behoren tot de belangrijkste bronnen voor de geschiedenis van de Tweede Kruistocht.
Stavelot, met een marktplein in 18e-eeuwse trant en tal van fraaie gebouwen, was in 1899 voor korte tijd de woonplaats van de Franse dichter Guillaume Apollinaire. In het plaatselijke museum, dat ook een collectie raceauto's en motoren bezit, is aan de dichter een afdeling gewijd.
Van 18 tot 20 december 1944 werd tijdens de Slag om de Ardennen in de Tweede Wereldoorlog zwaar gevochten in de stad. Bij represailles door Duitse soldaten werden meer dan 100 burgers, waaronder vrouwen en kinderen, vermoord.
In 1951 stichtten de benedictijnen te Stavelot de abdij van Wavreumont. Deze abdij maakt geen bier of kaas, zoals gebruikelijk, maar latexverf.
Station Stavelot was met de spoorlijnen 44 (naar station Pepinster) en 45 (van station Trois-Ponts naar station Weismes) verbonden.

## Bezienswaardigheden
- Sint-Sebastiaanskerk
- Abdij van Stavelot met het Historisch museum van het vorstendom Stavelot-Malmedy, het Guillaume Apollinairemuseum en het Museum van het circuit van Spa-Francorchamps

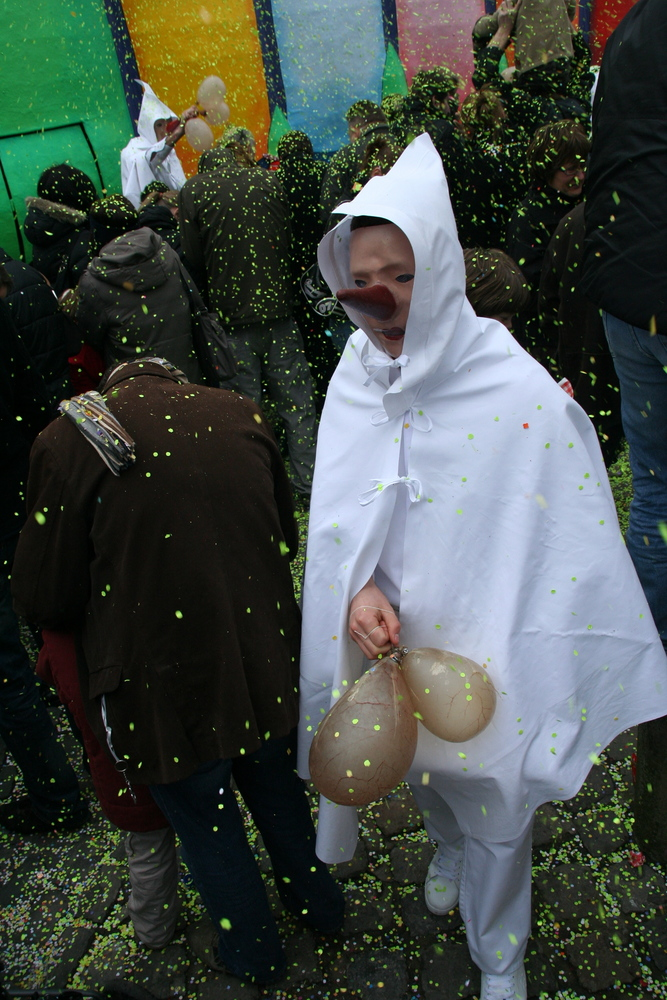
Een Blanc-Moussi met varkensblazen

- Plopsaland Ardennes (Coo)  Een Blanc-Moussi met varkensblazen
- Veen van Malchamps
- Oorlogsmonument

## Evenementen
- Carnaval wordt in Stavelot niet zoals elders voor Aswoensdag gevierd, maar met Laetare (Halfvasten). In 2002 werd het feit gevierd dat dit carnaval 500 jaar bestaan zou hebben. In feite beleefde het in 1947 een hergeboorte. Kenmerkend voor het carnaval in Stavelot is het optreden van de "Blancs Moussis", helemaal in het wit geklede figuren met een lange rode neus.
- Elk jaar wordt het Festival van Stavelot georganiseerd, in juli gewijd aan theater en in augustus aan kamermuziek. Raymond Micha was verantwoordelijk voor de oprichting van (het muzikale gedeelte van) dit festival.

## Politiek

### Resultaten gemeenteraadsverkiezingen sinds 1976
| Partij                                                          | 10-10-1976 | 10-10-1976 | 10-10-1982 | 10-10-1982 | 9-10-1988 | 9-10-1988 | 9-10-1994 | 9-10-1994 | 8-10-2000 | 8-10-2000 | 8-10-2006 | 8-10-2006 | 14-10-2012 | 14-10-2012 | 14-10-2018 | 14-10-2018 | 13-10-2024 | 13-10-2024 |
| Stemmen / Zetels                                                | %          | 17         | %          | 17         | %         | 17        | %         | 17        | %         | 17        | %         | 17        | %          | 17         | %          | 19         | %          | 19         |
| --------------------------------------------------------------- | ---------- | ---------- | ---------- | ---------- | --------- | --------- | --------- | --------- | --------- | --------- | --------- | --------- | ---------- | ---------- | ---------- | ---------- | ---------- | ---------- |
| IC-PSC1 / PSC-IC2 / RC-PSC3 / PSC4 / EC-PSC5 / cdH6 / CitoyensA | 25,811     | 5          | 28,972     | 6          | 32,663    | 5         | 21,244    | 4         | 19,775    | 4         | 25,066    | 5         | 24,576     | 4          | 45,19A     | 8          | 43,62A     | 8          |
| BLOC1 / PS2 / CitoyensA/ LBB                                    | 34,461     | 7          | 28,861     | 5          | 33,282    | 6         | 14,632    | 2         | 15,372    | 2         | 7,802     | 1         | 9,892      | 1          | 45,19A     | 8          | 56,38B     | 11         |
| UC1 / PRL2 / MR-LB3 / LBB                                       | 27,961     | 5          | 32,282     | 6          | 34,072    | 6         | 29,872    | 6         | 29,282    | 6         | 33,03     | 7         | 43,03      | 9          | 54,81B     | 11         | 56,38B     | 11         |
| ECOLO1 / EnsembleA / LBB                                        | -          |            | -          |            | -         |           | -         |           | 8,711     | 1         | 9,831     | 1         | 18,93A     | 3          | 54,81B     | 11         | 56,38B     | 11         |
| AC1 / EnsembleA / LBB                                           | -          |            | -          |            | -         |           | 25,991    | 5         | 23,031    | 4         | 19,041    | 3         | 18,93A     | 3          | 54,81B     | 11         | 56,38B     | 11         |
| RW                                                              | 7,2        | 0          | -          |            | -         |           | -         |           | -         |           | -         |           | -          |            | -          |            | -          |            |
| ICF                                                             | -          |            | 7,76       | 0          | -         |           | -         |           | -         |           | -         |           | -          |            | -          |            | -          |            |
| Anderen(*)                                                      | 4,57       | 0          | 2,13       | 0          | -         |           | 8,28      | 0         | 3,83      | 0         | 5,27      | 0         | 3,62       | 0          | -          |            | -          |            |
| Totaal stemmen                                                  | 3995       | 3995       | 4098       | 4098       | 4290      | 4290      | 4422      | 4422      | 4489      | 4489      | 4671      | 4671      | 4699       | 4699       | 4872       | 4872       | 4822       | 4822       |
| Opkomst %                                                       |            |            |            |            | 93,87     | 93,87     | 93,51     | 93,51     | 92,5      | 92,5      | 92,00     | 92,00     | 88,08      | 88,08      | 89,23      | 89,23      | 86,25      | 86,25      |
| Blanco en ongeldig %                                            | 3,03       | 3,03       | 4,98       | 4,98       | 5,71      | 5,71      | 4,91      | 4,91      | 6,95      | 6,95      | 6,12      | 6,12      | 5,32       | 5,32       | 7,57       | 7,57       | 6,24       | 6,24       |

(*) 1976: VIC (4,57%) / 1982: VIC (2,13%) / 1994: ROC (4,95%), SA (3,33%) / 2000: SRT (3,83%) / 2006: SAT (5,27%) / 2012: UBP (3,62%)
De meerderheid wordt vet aangegeven. De grootste partij is in kleur.

## Geboren
- Dom Remacle Rome (1893-1974), benedictijn en zoöloog
- Raymond Micha (1910-2006), componist, dirigent, muziekleraar en oprichter van het Festival van Stavelot
- Jules Marie Alphonse Jacques de Dixmude (1858-1928), Belgische generaal tijdens de Eerste Wereldoorlog

## Overleden
- Dilano van 't Hoff (2004-2023),Nederlandse autocoureur
- Anthoine Hubert (1996-2019), Frans autocoureur

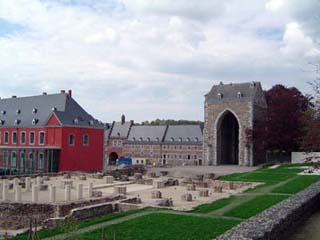
Abdij
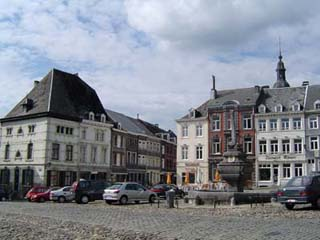
De perroen van Stavelot
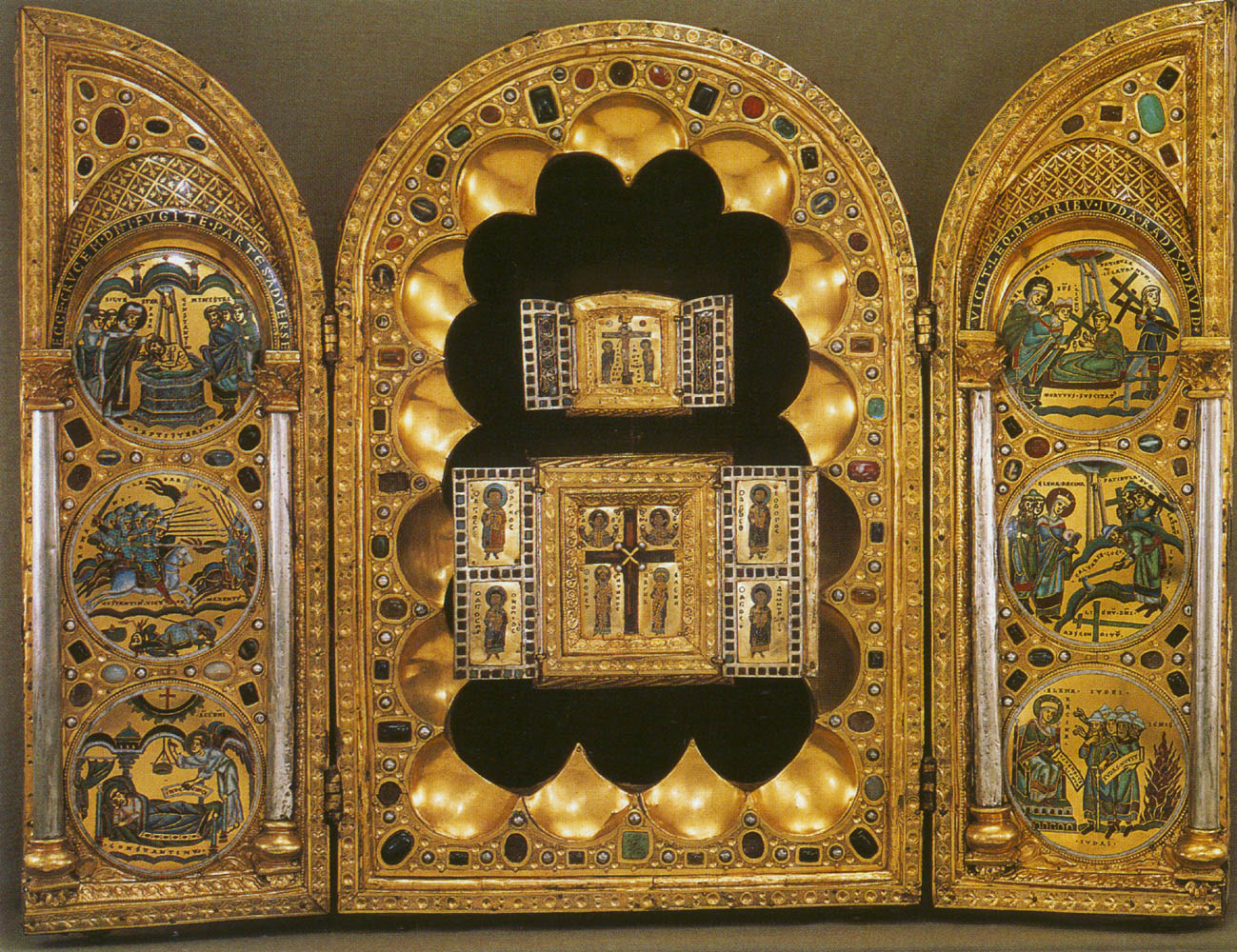
Stavelot triptiek
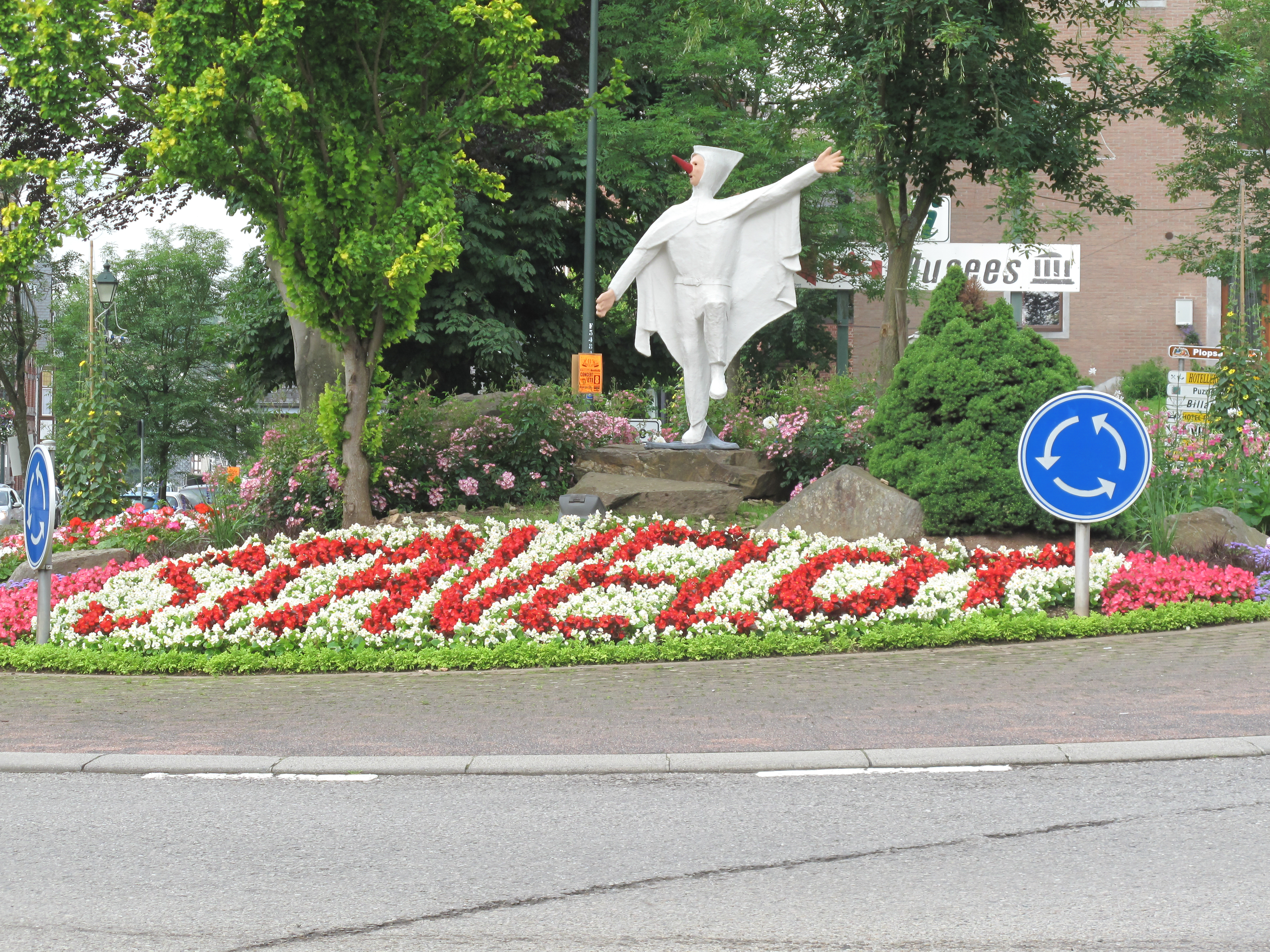
Stavelot in bloemen
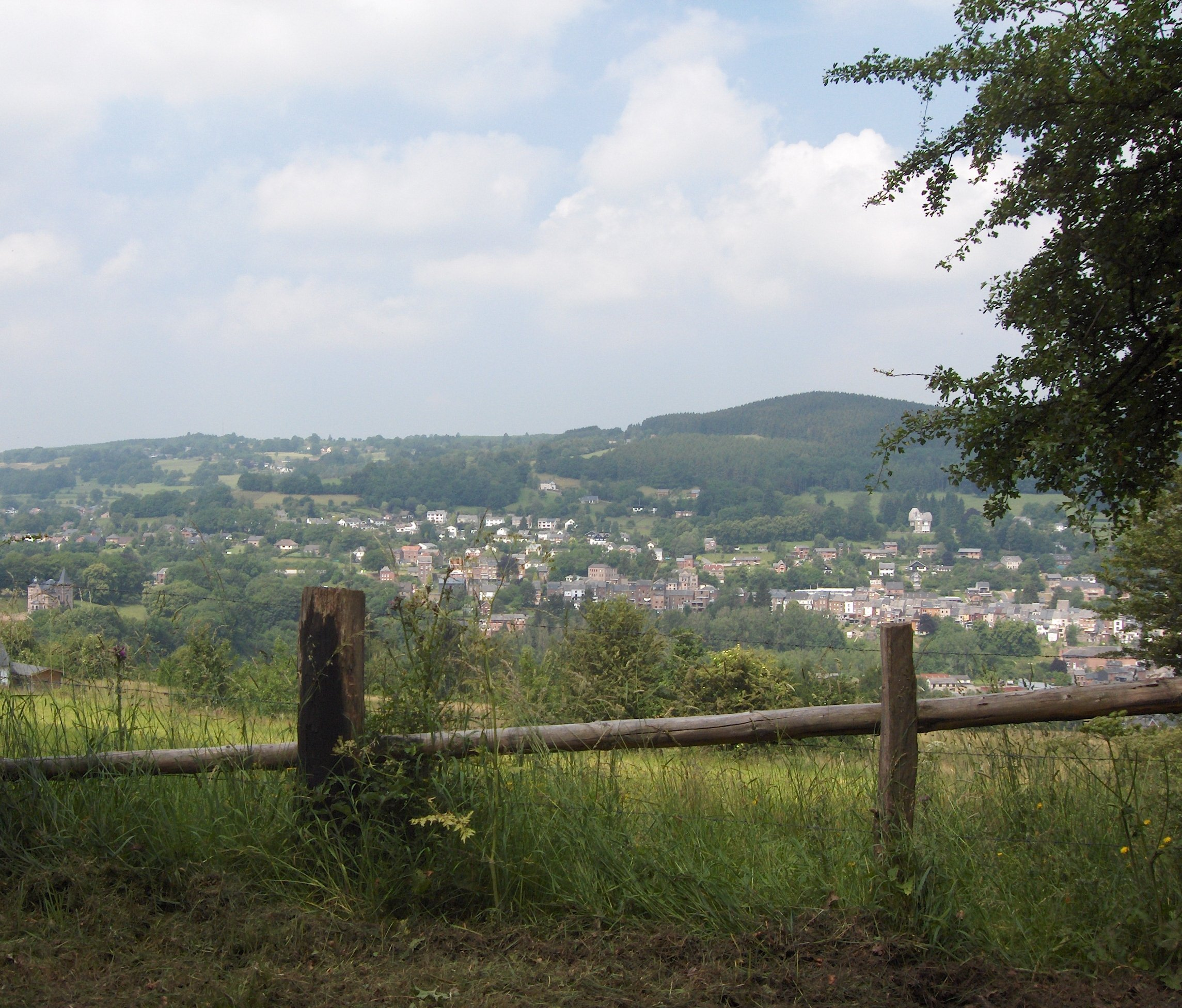
Uitzicht op Stavelot
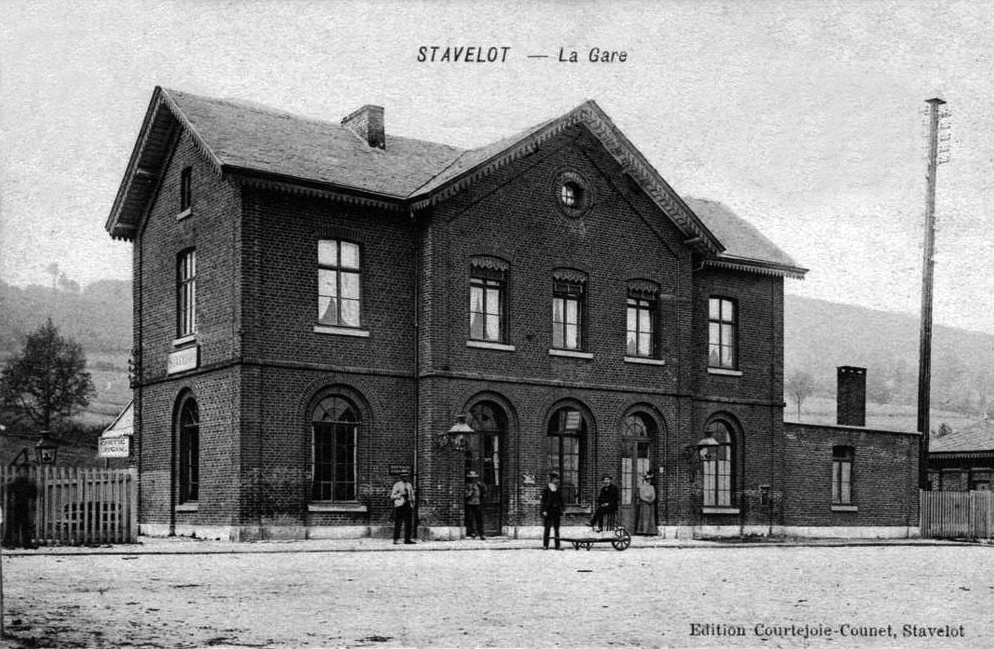
Stavelot stationsgebouw omstreeks 1900